# عبد اللطيف شينار
عبد اللطيف شينار Abdüllatif Şener (مواليد 1954) سياسي تركي. شغل منصب وزير المالية التركي من 1996 إلى 1997 ونائب رئيس الوزراء من 2002 إلى 2007، في عهد رئيس الوزراء رجب طيب أردوغان.

## الحياة و العمل
ولد في غورون بمقاطعة سيواس في تركيا. تخرج من كلية العلوم السياسية في جامعة أنقرة. حصل على الدكتوراه من جامعة غازي في العاصمة أنقرة. حاضر في الشؤون المالية في جامعة غازي و جامعة حجة تيب، قبل أن يشغل منصب مراقب في إدارة الإيرادات بوزارة المالية.
دخل شينر السياسة وانتخب في عام 1991 نائبًا عن مقاطعة سيواس من حزب الرفاه الإسلامي (بالتركية: Refah Partisi). شغل منصب وزير المالية من 1996 إلى 1997. بعد حظر حزب الرفاه في عام 1998، أصبح عضوًا في حزب الفضيلة الذي تم إنشاؤه حديثًا (بالتركية: Fazilet Partisi)، والذي تم حظره أيضًا بعد ثلاث سنوات في عام 2001. شارك في تأسيس حزب العدالة والتنمية عام 2001. تم انتخابه لعضوية الجمعية الوطنية الكبرى لتركيا نائباً عن مقاطعة سيفاس، وخدم في ظل حكومة حزب العدالة والتنمية كنائب لرئيس الوزراء من 2002 إلى 2007.
لم يترشح لمقعد في البرلمان في الانتخابات العامة لعام 2007. بعد تركه حزب العدالة والتنمية، شكل حزبا جديدا. تم الإعلان عنه رسميًا في 27 مايو 2009 وأطلق عليه اسم حزب تركيا (Türkiye Partisi). 
أعلن شينر أنه تم إغلاق حزب تركيا رسميًا في 27 أغسطس 2012 بسبب الصعوبات في الحفاظ على أهدافه السياسية خارج البرلمان. 
في مقابلة مع Halk TV،  أدان شينر بشدة تعامل حزب العدالة والتنمية مع احتجاجات 2013 في تركيا.